# Jan Petrażycki
Jan Petrażycki (ur. 31 marca 1895 w Chersonie, zm. 26 stycznia 1986 w Londynie) – major pilot obserwator Wojska Polskiego, kawaler Orderu Virtuti Militari.

## Życiorys
Syn Stanisława i Heleny z d. Brumer. Ukończył Korpus Kadetów w Odessie oraz Pawłowską Szkołę Wojskową w Petersburgu. Po wybuchu I wojny światowej służył od 9 października 1914 w 29 czernichowskim pułk piechoty, następnie został skierowany na stanowisko dowódcy szkoły podoficerskiej. 12 kwietnia 1915 został skierowany na froncie wschodnim, gdzie walczył do września 1917. Następnie służył w I Korpusie Polskim gen. Józefa Dowbór-Muśnickiego, a od 16 października 1918 w 4 Dywizji Strzelców Polskich oraz w Legii Rycerskiej.
Po odzyskaniu niepodległości przez Polskę zgłosił się do służby w odrodzonym Wojsku Polskim. 3 października 1919 został przydzielony do 1 lotniczego baonu uzupełnień, a następnie 20 listopada skierowany na kurs do Oficerskiej Szkoły Obserwatorów Lotniczych. Po jego ukończeniu został przydzielony, jako obserwator, do 17 eskadry wywiadowczej i w jej składzie wziął udział w wojnie polsko-bolszewickiej.

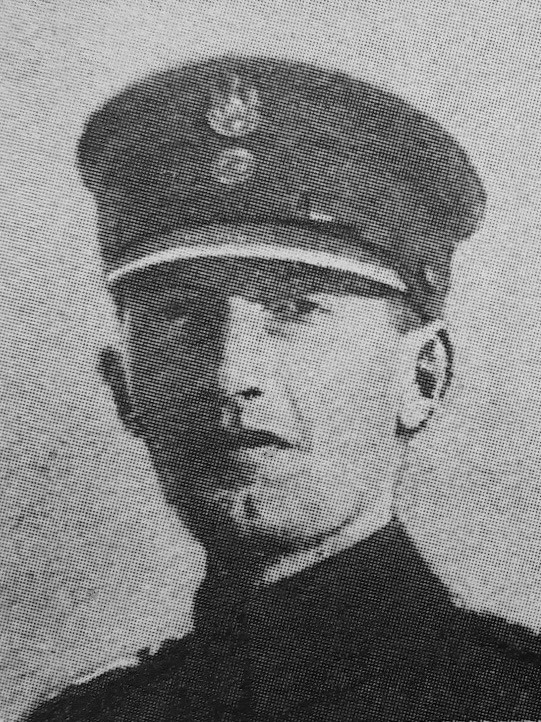
Jan Petrażycki por. pilot-obs. (1920)

W lipcu 1920 roku, w załodze z sierż. pil. Władysławem Wójtowskim, został przebazowany do Kowla do dyspozycji dowództwa Frontu Południowego. W ciągu 10 dni lotnej pogody wykonali 14 lotów na rozpoznanie i nawiązanie łączności, często pod silnym ostrzałem. Jego samolot został wielokrotnie trafiony kulami przeciwnika, mimo tego dostarczył cennych meldunków dowództwu frontu. Podczas bitwy warszawskiej, operując z lotniska w Pułtusku, wykrył, że oddziały Armii Czerwonej nie były internowane w Prusach a odsyłane do Rosji.
Po zakończeniu działań bojowych pozostał w Wojsku Polskim. 29 października 1920 został skierowany na kurs pilotażu, od 8 czerwca 1922 pełnił funkcję adiutanta dowódcy 1 pułku lotniczego w Warszawie. 23 sierpnia 1923 został mianowany zastępcą dowódcy 18 eskadry lotniczej, a od 2 sierpnia 1924 zastępcą dowódcy 16 eskadry lotniczej. 1 grudnia tego roku został mianowany majorem ze starszeństwem z 15 sierpnia 1924 i 4. lokatą w korpusie oficerów aeronautycznych. Od 10 kwietnia 1925 do 12 kwietnia 1926 był dowódcą II Dyonu Lotniczego, a następnie oficerem taktycznym pułku. 1 sierpnia 1928 został komendantem Portu Lotniczego w Dęblinie, a 7 lipca 1929 dowódcą oddziału portowego w Centrum Wyszkolenia Oficerów Lotnictwa w Dęblinie. Następnie został przeniesiony do dyspozycji dowódcy Okręgu Korpusu Nr I, a z dniem 31 marca 1933 przeniesiony w stan spoczynku.
Po zakończeniu kampanii wrześniowej przedostał się do Wielkiej Brytanii, gdzie otrzymał numer służbowy RAF P-0410. Nie otrzymał przydziału do jednostek bojowych, lecz został skierowany do Stacji Zbornej Oficerów Rothesay.
Po zakończeniu II wojny światowej nie zdecydował się na powrót do Polski, pozostał na emigracji w Wielkiej Brytanii. Zmarł 26 stycznia 1986 roku w Londynie, został pochowany w grobowcu rodzinnym w Rzymie.

## Ordery i odznaczenia
Za swą służbę został odznaczony:
- Srebrnym Krzyżem Virtuti Militari nr 8080[1],
- Polową Odznaką Obserwatora nr 8 – 11 listopada 1928 „za loty bojowe nad nieprzyjacielem w czasie wojny 1918-1920”[15].